# 墨脱柯
墨脱柯（学名：Lithocarpus obscurus）为壳斗科柯属的植物。分布在印度以及中国大陆的云南、西藏等地，生长于海拔1,500米至2,500米的地区，一般生长在常绿阔叶林中，目前尚未由人工引种栽培。